# Wahlen zum Senat der Vereinigten Staaten 1840 und 1841
Die Wahlen zum Senat der Vereinigten Staaten 1840 und 1841 zum 27. Kongress der Vereinigten Staaten fanden zu verschiedenen Zeitpunkten statt. Die Wahlen fanden parallel zur Präsidentschaftswahl 1840 statt, in der William Henry Harrison gewählt wurde. Vor der Verabschiedung des 17. Zusatzartikels wurden die Senatoren nicht direkt gewählt, sondern von den Parlamenten der Bundesstaaten bestimmt.
Zur Wahl standen die 18 Sitze der Senatoren der Klasse II, die 1834 und 1835 für eine Amtszeit von sechs Jahren gewählt worden oder später nachgerückt waren. Zusätzlich fanden für drei dieser Sitze sowie neun der anderen beiden Klassen Nachwahlen statt, bei denen die Whigs insgesamt fünf Sitze gutmachen konnten. Damit lag am Ende des 26. Kongresses die Mehrheit der Demokraten bei 29 gegen 23 Whigs.
Von den 18 regulär zur Wahl stehenden Sitzen waren 13 von Demokraten und fünf von Whigs besetzt. Sieben Amtsinhaber wurden wiedergewählt (4 D, 3 W), jeweils zwei Sitze konnten Demokraten und Whigs halten. Sechs Sitze der Demokraten gewannen die Whigs, einen weiteren Sitz verloren die Demokraten, weil das Parlament von Tennessee keinen Senator gewählt hatte. Damit verloren die Demokraten ihre Mehrheit, im neuen Kongress saßen 29 Whigs und 22 Demokraten im Senat, ein Sitz war vakant.
Zu Veränderungen nach der Wahl siehe auch Liste der Mitglieder des Senats im 27. Kongress der Vereinigten Staaten.

## Ergebnisse

### Wahlen während des 26. Kongresses
Die Gewinner dieser Wahlen wurden vor dem 4. März 1841 in den Senat aufgenommen, also während des 26. Kongresses.
| Staat          | Amtierender Senator | Partei   | Nachwahl   | Datum         | Ergebnis                      | Neuer Senator          |
| -------------- | ------------------- | -------- | ---------- | ------------- | ----------------------------- | ---------------------- |
| Connecticut    | Thaddeus Betts      | Whig     | Klasse I   | 4. Mai 1840   | von Whigs gehalten            | Jabez W. Huntington    |
| Delaware       | vakant              | vakant   | Klasse I   | 12. Jan. 1841 | wiedergewählt, Zugewinn Whigs | Richard H. Bayard      |
| Maryland       | John S. Spence      | Whig     | Klasse III | 5. Jan. 1841  | von Whigs gehalten            | John L. Kerr           |
| Massachusetts  | Daniel Webster      | Whig     | Klasse I   | 23. Feb. 1841 | von Whigs gehalten            | Rufus Choate           |
| Massachusetts  | John Davis          | Whig     | Klasse II  | 13. Jan. 1841 | von Whigs gehalten            | Isaac C. Bates         |
| Michigan       | vakant              | vakant   | Klasse I   | 20. Jan. 1840 | Zugewinn Whigs                | Augustus S. Porter     |
| New York       | vakant              | vakant   | Klasse I   | 27. Jan. 1840 | wiedergewählt, Zugewinn Whigs | Nathaniel P. Tallmadge |
| North Carolina | Bedford Brown       | Demokrat | Klasse II  | 25. Nov. 1840 | Zugewinn Whigs                | Willie P. Mangum       |
| North Carolina | Robert Strange      | Demokrat | Klasse III | 25. Nov. 1840 | Zugewinn Whigs                | William A. Graham      |
| Pennsylvania   | vakant              | vakant   | Klasse I   | 14. Jan. 1840 | Zugewinn Demokraten           | Daniel Sturgeon        |
| Tennessee      | Hugh Lawson White   | Whig     | Klasse II  | 26. Feb. 1840 | Zugewinn Demokraten           | Alexander O. Anderson  |
| Virginia       | vakant              | vakant   | Klasse I   | 18. Jan. 1841 | wiedergewählt, Zugewinn Whigs | William C. Rives       |

- wiedergewählt: ein früher gewählter Amtsinhaber wurde für den vakanten Sitz wiedergewählt.

### Wahlen zum 27. Kongress
Die Gewinner dieser Wahlen wurden am 4. März 1841 in den Senat aufgenommen, also bei Zusammentritt des 27. Kongresses. Alle Sitze dieser Senatoren gehören zur Klasse II.
| Staat          | Amtierender Senator   | Partei   | Datum          | Ergebnis                | Neuer Senator      |
| -------------- | --------------------- | -------- | -------------- | ----------------------- | ------------------ |
| Alabama        | William R. King       | Demokrat | 14. Dez. 1840  | wiedergewählt           | William R. King    |
| Arkansas       | William S. Fulton     | Demokrat | 1840           | wiedergewählt           | William S. Fulton  |
| Delaware       | Thomas Clayton        | Whig     | 1841           | wiedergewählt           | Thomas Clayton     |
| Georgia        | Wilson Lumpkin        | Demokrat | 1840           | Zugewinn Whigs          | John M. Berrien    |
| Illinois       | John M. Robinson      | Demokrat | 1840 oder 1841 | von Demokraten gehalten | Samuel McRoberts   |
| Kentucky       | John J. Crittenden    | Whig     | 1841           | von Whigs gehalten      | James T. Morehead  |
| Louisiana      | Robert C. Nicholas    | Demokrat | 1840           | Zugewinn Whigs          | Alexander Barrow   |
| Maine          | John Ruggles          | Demokrat | 1840           | Zugewinn Whigs          | George Evans       |
| Massachusetts  | Isaac C. Bates        | Whig     | 13. Jan. 1841  | wiedergewählt           | Isaac C. Bates     |
| Michigan       | John Norvell          | Demokrat | 1841           | Zugewinn Whigs          | William Woodbridge |
| Mississippi    | Robert J. Walker      | Demokrat | 1841           | wiedergewählt           | Robert J. Walker   |
| New Hampshire  | Henry Hubbard         | Demokrat | 1841           | von Demokraten gehalten | Levi Woodbury      |
| New Jersey     | Garret D. Wall        | Demokrat | 19. Feb. 1841  | Zugewinn Whigs          | Jacob W. Miller    |
| North Carolina | Willie P. Mangum      | Whig     | 1841           | wiedergewählt           | Willie P. Mangum   |
| Rhode Island   | Nehemiah R. Knight    | Whig     | 1841           | von Whigs gehalten      | James F. Simmons   |
| South Carolina | John C. Calhoun       | Demokrat | 1840           | wiedergewählt           | John C. Calhoun    |
| Tennessee      | Alexander O. Anderson | Demokrat | 1840 oder 1841 | Verlust Demokraten      | vakant             |
| Virginia       | William H. Roane      | Demokrat | 1840           | Zugewinn Whigs          | William S. Archer  |

- wiedergewählt: ein gewählter Amtsinhaber wurde wiedergewählt.

### Wahlen während des 27. Kongresses
Der Gewinner dieser Wahl wurde nach dem 4. März 1841 in den Senat aufgenommen, also während des 27. Kongresses.
| Staat   | Amtierender Senator | Partei   | Nachwahl   | Datum         | Ergebnis                | Neuer Senator   |
| ------- | ------------------- | -------- | ---------- | ------------- | ----------------------- | --------------- |
| Alabama | Clement C. Clay     | Demokrat | Klasse III | 24. Nov. 1841 | von Demokraten gehalten | Arthur P. Bagby |

## Einzelstaaten
In allen Staaten wurden die Senatoren durch die Parlamente gewählt, wie durch die Verfassung der Vereinigten Staaten vor der Verabschiedung des 17. Zusatzartikels vorgesehen. Das Wahlverfahren bestimmten die Staaten selbst, es war daher von Staat zu Staat unterschiedlich. Teilweise ergibt sich aus den Quellen nur, wer gewählt wurde, aber nicht wie.
Das Second Party System bestand aus den ersten Parteien im modernen Sinne in den Vereinigten Staaten, der bis heute bestehenden Demokratischen Partei und der United States Whig Party.